# San Nazzaro Sesia
San Nazzaro Sesia – miejscowość i gmina we Włoszech, w regionie Piemont, w prowincji Novara.
Według danych na rok 2004 gminę zamieszkiwało 726 osób, 66 os./km².